# 釋星雲
釋星雲（1927年8月19日—2023年2月5日），俗名李國深，法名今覺，內號悟徹，法號星雲，筆名趙無任。生於江蘇江都，童年出家，漢傳佛教比丘及學者，為臨濟宗第四十八代傳人，同時也是佛光山開山宗長（方丈）、國際佛光會創辦人暨榮譽總會長、世界佛教徒友誼會榮譽會長，被尊稱星雲大師。
1949年初遷居臺灣。曾主編《人生》月刊、《今日佛教》、《覺世》旬刊等佛教刊物。提倡「人間佛教」，為佛教禪宗臨濟宗法脈傳承。1967年創辦佛光山，先後在世界各地創設的寺院道場達300所以上、佛教學院設立16所，並創辦普門中學、南華大學、佛光大學、均一實驗高級中學、均頭國民中小學、美國西來大學、澳洲南天大學、菲律賓光明大學等學校推廣社會教育，及創辦人間福報、人間衛視。1985年卸任佛光山宗長，1992年創辦國際佛光會。
除宗教領袖身份外，星雲大師也是中國國民黨黨員，曾任中國國民黨黨務顧問、中國國民黨中央常務委員、中國國民黨中央評議委員，認為作為一個佛弟子，政治可以不參與，但是對於社會的關懷、人民的富樂、世間的公平公義，佛教徒不能置之度外。況且「不依國主，佛法難以廣傳」，因此響應太虛大師「問政不干治」的理念，雖因擁有廣大的群眾影響力，被稱為「政治和尚」，星雲大師仍呼籲：當代有知識的人士，應該尊重僧侶已經放棄治國的權力，但不能叫他放棄關心國際民生、關心人民的福祉。在星雲大師的思想理念裡，佛教是以「人」為本的宗教，如他一生致力弘揚的「人間佛教」，所以他自己曾說過：「人間佛教不但早在我的心裡，在我的行事裡，也時時刻刻在我的信仰中。」。
2023年2月5日下午於佛光山傳燈樓開山寮圓寂，享耆壽97歲。

## 生平

### 早年生涯
1927年8月19日生於江蘇揚州，家族排行第三，上有一兄一姐、下有一弟。1937年父亲李成保至南京行商失踪，1938年隨母親李劉玉英居士至南京尋父時，目睹了侵華日軍在南京犯下的各種暴行，後來在棲霞山寺遇見住持志開上人並披剃出家，法名今覺，號悟徹。由於棲霞山寺在當時是任何一個出家人都可以投宿掛單的道場（即掛海單），故「祖庭」（出家的祖廟）為釋志開出家的宜興大覺寺。依臨濟宗法雨寺演派為第四十八代傳人。剃度後，即進入栖霞寺律学院修學佛法。並於1941年在棲霞山寺受三壇大戒。受戒後，於1944年前往常州天寧寺參學。其後於1945年進入焦山佛學院就讀，佛學院院長為東初法師。1947年佛學院畢業之後曾經擔任宜興市白塔國民小學校長。

### 初到台灣
1949年第二次國共內戰期間，參與原本由智勇法師成立的僧侶救護隊，於1949年春由江蘇來到台灣，並在取得身份證後根據王雲五的字典取法號「星雲」，象徵宇宙中星雲團的寬廣和浩大。最初他在桃園縣的中壢圓光寺修行，加入慈航法師創辦的台灣佛學院為學僧。七月，因為不同派系佛教人士的攻擊，慈航法師與台灣佛學院學僧遭到逮捕，被指稱為「匪諜」，下獄23天，獲得時任中國佛教會常務理事的國民黨國大代表李子寬和孫立人夫人孫張清揚等人擔保才出獄。在李子寬的勸說下，加入中國國民黨。
1951年，受到台灣第一本佛教刊物《人生月刊》創辦人，同時也是焦山佛學院讀書時期的院長東初法師委託，擔任主編達六年之久。也開啟星雲在台灣佛教文化工作的開始。在國民政府遷台初期的1950年代初期，佛教在台灣也從「神佛不分」、「娶妻食肉」、「僧俗不分」的日本式佛教過渡到中國式佛教的過程。隨著1949年中國佛教會在台復會，出家僧人的教育訓練工作變得更加重要。1951年12月星雲受新竹靈隱寺住持無上法師（1907-1966）之邀，前往國民政府遷台後創辦的第二所出家僧人教育單位，由大醒法師所主持之「台灣佛教講習會」擔任教務工作。在擔任教務主任期間，訓練出包括基隆靈泉禪寺的退居（卸任）住持晴虛法師  與高雄美濃朝元寺的慧定法師等畢業生。

### 前往宜蘭
1956年，創辦佛教第一所幼稚園—慈愛幼稚園。1957年，主編《覺世旬刊》。1959年，支援「西藏佛教抗暴」及佛誕節，首創花車遊行，並任宜蘭縣佛教支會理事長。1961年，擔任《今日佛教》發行人，並領導宜蘭青年歌詠隊灌製全台灣第一組佛教唱片六張。
1962年，接辦《覺世旬刊》，任發行人。發起組織編輯中英對照佛學叢書委員會。1963年，與白聖法師等人組成「中華民國佛教訪問團」，訪問東南亞各國。會見泰國國王蒲美蓬、印度總理尼赫魯及菲律賓總統馬嘉柏杲等人。在印度要求釋放七百名被捕華人，並救出高雄漁船兩艘。
1964年，與悟一、南亭法師共同創辦佛教智光商工職業學校。

### 創立佛光山
1967年，變賣高雄佛教文化服務處房屋，購得高雄縣大樹鄉麻竹園二十餘甲山坡地作為建寺用地，於5月16日動土，定名為佛光山。壽山佛學院移址佛光山，更名為「東方佛教學院」。
1971年，當選中日佛教關係促進會會長。1972年，制訂佛光山宗務委員會組織章程，自此，佛光山成為有制度、有組織的現代教團。1977年，創建普門中學。1978年，獲美國洛杉磯東方大學榮譽哲學博士學位。
1978年，「國際佛教促進會」成立，擔任首任會長。1980年，擔任中國文化大學研究所所長。1980年，獲臺北市話劇學會頒贈劇運貢獻獎。1981年，應聘為東海大學哲學系教授。1982年，獲華夏參等獎章。
1984年，於美國洛杉磯與達賴喇嘛四次會談。1985年，美國佛教青年總會在洛杉磯正式成立，膺選為理事長；中華漢藏文化協會成立，出任理事長；擔任世界佛教青年會榮譽會長。
1985年，依組織章程宣布退位，傳法予大弟子心平。從此「恪遵佛制，薪火相傳，以制度管理，以組織領導」，樹立道場民主化之典範。
1986年，任中國國民黨黨務顧問，獲頒二等卿雲勳章與「功在黨國」匾額乙面。獲贈高雄市市鑰，成為高雄市榮譽市民。1988年，獲美國洛杉磯阿罕不拉市頒發榮譽市民證書及市鑰。並於同年當選中國國民黨第十三屆中央評議委員。
1989年，應邀為美國加州州議會主持新年度開議灑淨祈福法會，創佛教儀式第一次在西方議事殿堂舉行。1990年，應邀在香港紅磡體育館佛學講座，開啟每年在紅館弘法之始持續至2008年長達19年。
1991年，成立中華佛光協會（後名為國際佛光會中華總會）。
1991年，創辦美國西來大學（University of the West）。
1992年，國際佛光會世界總會於西來寺成立，並召開第一次會員代表大會，洛杉磯蒙特利市長姜國梁宣布5月16日為「國際佛光日」。
1993年，應桃園縣長劉邦友之邀，主持全國首座巨蛋體育館落成剪綵灑淨儀式暨佛學講座。同年，佛光大學人文社會學院於宜蘭礁溪舉行動土典禮。
1994年，奧斯汀佛光山動土，市議員卡斯代表市長宣布九月十日為「奧斯汀佛光日」，並致贈奧斯汀市金鑰匙。
1996年，慶祝開山三十週年，李登輝總統致贈「傳燈萬方」匾額道賀。1996年，創設南華管理學院（後經教育部審核昇等為南華大學）。1997年，創立佛光衛星電視台（已於2002年更名為人間衛視），成為首位成立佛教電視台的台灣法師。
1997年，在義大利梵蒂岡與天主教教宗若望保祿二世進行世紀宗教對話。1997年，主持佛光山第六任住持陞座暨封山大典。1997年，獲中華民國內政及外交雙料壹等獎章。1997年，獲選為加拿大1470AM中文電台陽光計畫選拔的十大偉人之一
1998年，休士頓佛光山灑淨動土儀式，該市市長訂六月二十日為「星雲大師日」。1998年，卸下國際佛光會中華總會總會長職務，將印信移交予新任會長吳伯雄先生。
1998年，72歲壽辰，連戰副總統致贈「吾黨之光」壽匾祝賀。
1999年，4月發起設「國定佛誕節」，影響立法院委員潘維剛、蕭金蘭、鄭水龍、張蔡美等207位立法委員及民眾逾百萬人聯合簽署，並於1999年8月30日由時任總統的李登輝於佛光山寺如來殿大會堂宣布將農曆四月八日訂為國定佛誕節並於母親節同日放假，成為佛教東傳中國二千年以來首度國定佛誕節（香港於1998年定佛誕為假期，但非全國假期）。
2000年，創立《人間福報》報社，致力於媒體淨化運動。2005年，獲頒總統文化獎—菩提獎。2006年，12月16日獲輔仁大學頒授名譽法學博士學位。
2005年，佛光山文教基金會與香港中文大學合作在中大成立人間佛教研究中心[21]。
2008年，6月13日獲國立中山大學頒授名譽文學博士學位。因患糖尿病，需用胰島素治療，2010年糖尿病所導致眼睛細胞鈣化，幾乎完全看不見；但仍非常勤於寫書法。
2010年，3月11日獲香港大學頒授名譽社會科學博士。2010年，3月22日獲聘為南京大學中華文化研究院名譽院長暨客座教授。
現今於世界五大洲成立寺院及別分院260餘所，課徒1,300位出家法師。於美國成立國際佛光會世界總會、目前分會亦遍世界各地，約有6,000,000名會員服務於世界各地，亦為國際佛光會世界總會榮譽總會長。著作等身，並翻譯多國語言於歐美東亞日非等地區發行。目前亦身兼專欄寫作。
2013年3月30日，星雲獲得由鳳凰衛視聯合兩岸三地十餘家華文媒體共同主辦的“世界因你而美麗——影響世界華人盛典2012-2013”-“影響世界華人終身成就獎”。
2014年2月19日，在北京钓鱼台国宾馆，在会中发言，针对“中国梦与人间佛教”，提出四点看法，包括：一、发扬中华文化要加强软实力的建设；二、两岸和平要以五和为基础；三、心灵富足要实践三好四给；四、人间佛教有益于国家社会。中共中央总书记习近平18日傍晚在钓鱼台国宾馆会见中国国民党荣誉主席连战所率领的访问团。习近平在见星雲时特别表示：“大师送我的书，我全都读完了。” 佛光山人士透露，星云送给习近平的书是《百年佛缘》全集，是在去年底出版时送的。
2014年7月31日，高雄市發生史上最嚴重的石化氣爆事件，造成重大傷亡。對此，星雲大師表示“高雄是佛光人的第二故鄉，她發生災難了，佛光山在高雄的道場南屏別院、寶華寺、鳯山講堂、普賢寺及佛光山慈善院等法師、佛光會員，在第一時間啟動全方位的救助機制，都監院也週知全球各道場、殿堂為此事件祈福祝禱。我請他們救災第一，不要分心，去做就對了。祈願一切平安！南無本師釋迦牟尼佛。”

### 晚年
星雲大師一生「以病為友、以忍為力」，作為多年糖尿病病友導致其眼球日趨钙化且需定期洗腎，因而經常往返高雄長庚醫院療養。70歲時為因應不斷退化的視力獨創了「一筆字」書法。80歲時不小心跌倒摔斷3根肋骨。2011年因缺血性腦中風入院手術，術後復原良好。2016年，因出血性腦中風突發再度入院，院方施以緊急開腦手術移除血塊。在經歷二度中風後，健康漸走下坡，然而星雲大師說：「我並不感覺有什麼痛苦，只是有些不方便而已。我心無掛礙，自由自在，只有歡喜快樂。」
2023年2月5日，因年事已高導致器官衰老，於佛光山圓寂，享耆壽97歲。
2023年2月13日，舉行「圓寂讚頌典禮」，總統蔡英文親自頒發褒揚令，全文如下：

　　佛光山開山宗長、國際佛光會創辦人星雲大師，慈悲喜捨，齊聖廣淵。童稚因緣際會，披剃皈依，勤習律儀，卒業焦山佛學院，沉浸叢林佛門試煉，初始逾八十載濟眾安民之離塵年歲。來臺後，篳路藍縷草創高雄佛光山，標揚「文化、教育、慈善、共修」宏旨，倡提「做好事、說好話、存好心」嘉舉，掌握時代脈動需求，踐履人間佛教淨土；協成急難救助志業，體現撫幼恤老本願；建造全球寺院三百間，置辦海內外大學五所，沾溉薰沐，滌慮人心；佛法真理，醒世流長。暇餘筆耕豐贍，著述透闢簡潔，尤以《星雲大師全集》傳頌。復起首灌製佛教唱片，肇興電視攝化弘法；收錄全球各地論文，輯印佛教學術典冊；發行《普門雜誌》月刊，編撰迻譯多元經藏，哲思霖雨，訏謨日新。曾獲頒國家公益獎、十大傑出教育事業家獎、總統文化獎菩提獎暨各國大學榮譽博士等殊榮，緇林望重，黎庶欽仰。綜其生平，盡瘁國際教育文化交流，力促世界宗教共融合作，上善若水，渥惠搖芳；遺風遐緒，矩範馨垂。遽聞堯齡圓寂，愴懷軫悼，應予明令褒揚，用示政府崇禮大德之至意。

總　　　統　蔡英文　　　　

行政院院長　陳建仁　　　　

行政院院長陳建仁亦代表政府內閣前往致意，隨後由中國國民黨主席朱立倫頒綬最高榮譽實踐一等獎章、高雄市長陳其邁頒贈「榮譽市民證書」。坐龕法體於典禮尾聲起靈巡山。典禮結束後，發引至臺南市白河大仙寺荼毘，荼毗後靈骨暫時安奉於佛光山萬壽園，同年5月14日，星雲之舍利、靈骨及法相永久安奉於佛光山藏經樓宗祖殿。

## 相關活動
- 佛光山曾經因為面對當地經濟和社會上的部分輿論，曾於1997年5月17日封山，2001年在總統陳水扁先生拜訪佛光山時請求下重新開山。
- 星雲曾經想要把美國鹿野苑的土地捐出作為全球佛教總部，這受到了佛教徒的支持。[38]
- 2009年4月代表台灣佛教界以平等條件，與中國大陸同步舉行對等的世界佛教論壇，與慈濟、法鼓山、華梵大學等台灣各寺聯合協辦。
- 2009年4月於宜蘭佛光大學舉行佛教論壇台灣分論壇期間接受《自由時報》、TVBS新聞台、民視、《中國時報》、《聯合報》、人間電視採訪，對於部分媒體報導「台灣哪個不是中國人」，為「單方面解讀」，並表示「弟子都是台灣人，他比台灣人更愛台灣」，解釋當時所說的「台灣沒有台灣人，台灣哪個不是中國人」的靈感來自2003年10月於聯合報所發表的「巴西沒有巴西人」，同時也回應了「籲媒體關心世界人類與和平」[39]。
- 2009年5月，星雲大師宣布成立第一届“星云真善美新闻贡献奖”，每一奖项奖金高达100万新台币。[40]
- 2009年5月，星雲大師於台灣總統府前凱達格蘭大道慶祝“國定佛誕節[27]”，並訂名為：「千僧萬眾祝佛誕．一心十願報母恩」，馬英九總統、台北市長郝龍斌、教育部長鄭瑞城、佛光會中華總會榮譽總會長吳伯雄、內政部長廖了以、行政院青輔會主委王昱婷、聯合國NGO和平促進會發言人Gina Otto、中南美洲薩爾瓦多大使、貝里斯大使、尼加拉瓜大使、國民黨副主席吳敦義、中華國際供佛齋僧功德會理事長淨耀法師、基隆市佛教會理事長廣樂法師、中華佛教青年會理事長惟靜法師、中華佛教居士會榮譽理事長黃書瑋、中華理教總會理事長林松輝、天德教總會秘書長余榮生、一貫道總會秘書長蕭家振、天帝教總會副理事長郝光聖、軒轅教大宗伯陳怡魁等政要、各宗教界代表及各國國際佛光會會員十萬餘人及佛光山寺千餘法師共同慶祝。[41]
- 2008年由星雲捐資興建的江蘇揚州鑑真圖書館，歷時兩年半建設，2008元旦落成開幕。鑑真圖書館座落揚州大明寺院內，佔地100畝，建築面積逾1.6萬平方米。圖書館主體是四坡頂主殿，廂房圍其四周，為仿唐式四合院，主殿與大明寺藏經樓為同一中軸線。

## 立场及言論

### 參與政治
星雲從不避諱表達其政治立場，並具中國國民黨黨員身分，1986年擔任中國國民黨黨務顧問，1988年7月被中國國民黨推選為中央評議委員，並且時常捲入政治議題，這讓外界台灣其他政黨或主張不同政見人士譏為“政治和尚”。而星雲主張「關心政治，不代表問政」，表示政治人物也是眾生之一，並強調：「我的弟子，不分藍綠，但都是佛教徒」。
星雲自身基於中國國民黨黨員身份，亦常不避諱對台灣政治事務表示意見，而遭部分媒體與立場不同之民眾視為過度參與政治。至於台灣其他政黨具重要黨職或公職人士則是推崇佛光山佛陀紀念館的正向價值。
- 1992年9月，星雲在日記中說明為何要接受中央評議委員一職，他表示：「『接受』對佛教很好，表示佛教有力量，才受政府重視；『不接受』則個人很清高，不參與政治，不會被人譏為政治和尚，但卻說明了佛教沒有人才。故菩薩發心，凡事只要對眾生有利，就不必太考慮個人利害。我很高興能代表佛教界接受『中央評議委員』的職位，讓社會大眾明瞭政府的英明、公平；讓政府知道佛教界有力量有人才，所以宗教對政治所持的態度非參與、非躲避，而是問政不干預。」[46][47][48]

- 2008年，星雲接受媒體專訪時表示：「你說出家人，為什麼要涉足政治？我是公民呀，我又沒有褫奪公權，我為什麼不能愛國？我們出家人一樣要去當兵，要去交稅，要去選舉，我為什麼不能表達道義，選賢與能呢？這是我們的責任。」[49]

### 公共事件評議
- 2006年8月24日（百萬人民倒扁運動期間）發表公開信，自稱以「中華民國公民」身份，呼籲陳水扁總統「到了該下台的時候就應下台，以退為進，不要執著。」[50]

- 2008年1月27日 馬英九以總統候選人身分應邀到佛光山翰林學人聯誼會致詞，星雲公開表明立場說出「希望大家幫馬英九找工作」、「馬英九如果找到工作，台灣會更好」。[51]

- 2011年12月26日 星雲在「佛陀紀念館」開幕儀式上說此為「馬英九連任獻禮」，支持總統馬英九連任[52]，隔日疑操勞過度導致二度中風[53]。

- 2012年，星雲表示基於慈悲仁愛與社會和諧，希望政府以人道立場優待前總統陳水扁，比照蔣介石對待張學良的方式，以「軟禁」代替「拘禁」，限制其不得再從事政治活動，並赦免林毅夫罪行，使其能回台和家人團聚。對於陳水扁身繫囹圄，有人表示同情，呼籲總統馬英九給予特赦。[54][55]然而，總統依《憲法》第40條 （页面存档备份，存于）及《赦免法》僅有權特赦已經法院三審並宣判「龍潭購地弊案」罪刑確定[56]而正服刑中的陳水扁（受罪刑宣告之人），免除其刑之執行（第三條），或減輕其所受宣告之刑（第四條）。但總統、任何政府機關及官員、或其他團體與個人均無權將陳水扁「軟禁」或限制其再參與政治活動（即使遭褫奪公權10年，亦僅限制投票、參選、任公務員等），更無權干涉仍遭國防部高等軍事法院檢察署通緝中而尚未經審判程序的林毅夫案。若依星雲所言，則只是於法無據地拿威權時代的做法破壞臺灣的法律秩序，其觀念也不符合民主法治與國際慣例。[57][58][59][60]

- 2014年4月6日，對於當時太陽花學運，星雲一方面表示：“他們以為自己在搞社運，是五四運動，但五四運動是對抗國際欺凌，這次學生是內鬥呀，不一樣啊！”；另一方面也指“立法院不開會、政府不做事才會導致人民反彈”，要王金平儘快重開立法院會議，馬英九快點出來面對[61]。

- 2014年4月，臺灣媒體報導引用星雲在2013年8月26日公開支持政府興建核四政策，表示「災難不能避免，就要自求多福，國家要進步，核四的興建不能因噎廢食就此停建」。[62]

不過，2014年5月，《人間福報》刊出星雲撰文，“關於核四問題，他從來沒表示過意見，是大家要他表示。”“有人說，要把核廢料放在佛光山，感謝你的慈悲，成就我們的犧牲，佛光山真是榮幸，有這麼大的條件，也很願意為有心人做一些貢獻。”……“人以危險堅持反對興建核四，那麼，汽車不可上路，因為高速公路車禍太危險；飛機不准起航，因為空難太恐怖……依此，地球城市太小，人擠為患，大家都搬到山上與虎狼野獸同居，又有何不宜？”
- 2015年11月10日，台灣中時媒體報導星雲10月中旬開始中國大陸之行，為新書《貧僧有話要說》宣傳，在北京接受《環球時報》和「佛教在線」網聯合訪談時，星雲結合自己的人生閱歷，就人間佛教的特色與作用、中華文化全球共享、世界和平以及「中國夢」、台灣島內發展等相關話題，詳盡地表述了自己的觀點。環球時報提問：「您在《貧僧有話要說》中說，『總的來說，我是一個和尚，我做過國民黨的黨員，我是中國人，這是貧僧一生不能改變的。』我們看到您對台灣和對台灣民眾的深厚感情。您不介意有人說您是「政治和尚」嗎」？星雲表示：「我究竟是什麼和尚，我想不是哪個人說我是，我就是。比方說，我在世界上辦了5所大學，可以說還沒有一個中國人能在世界上辦5所大學的，我應該也有資格做「教育和尚」吧！我也在大學裡教書，世界五大洲很多大學給我幾十個榮譽博士，大陸也給我多個名譽教授，我是『教育和尚』嘛，但沒有人說我是『教育和尚』，只說我是『政治和尚』。應該我也有一點善心，我也佈施，我也救災、救苦、救難。我也建了幾百個寺院，弘揚佛法五大洲，所謂佛光普照，我也應該是『傳教和尚』。現在，我練書法、寫字，以『一筆字』結緣，我也可以算是『藝術和尚』。」[64]

### 與中國大陸的關係

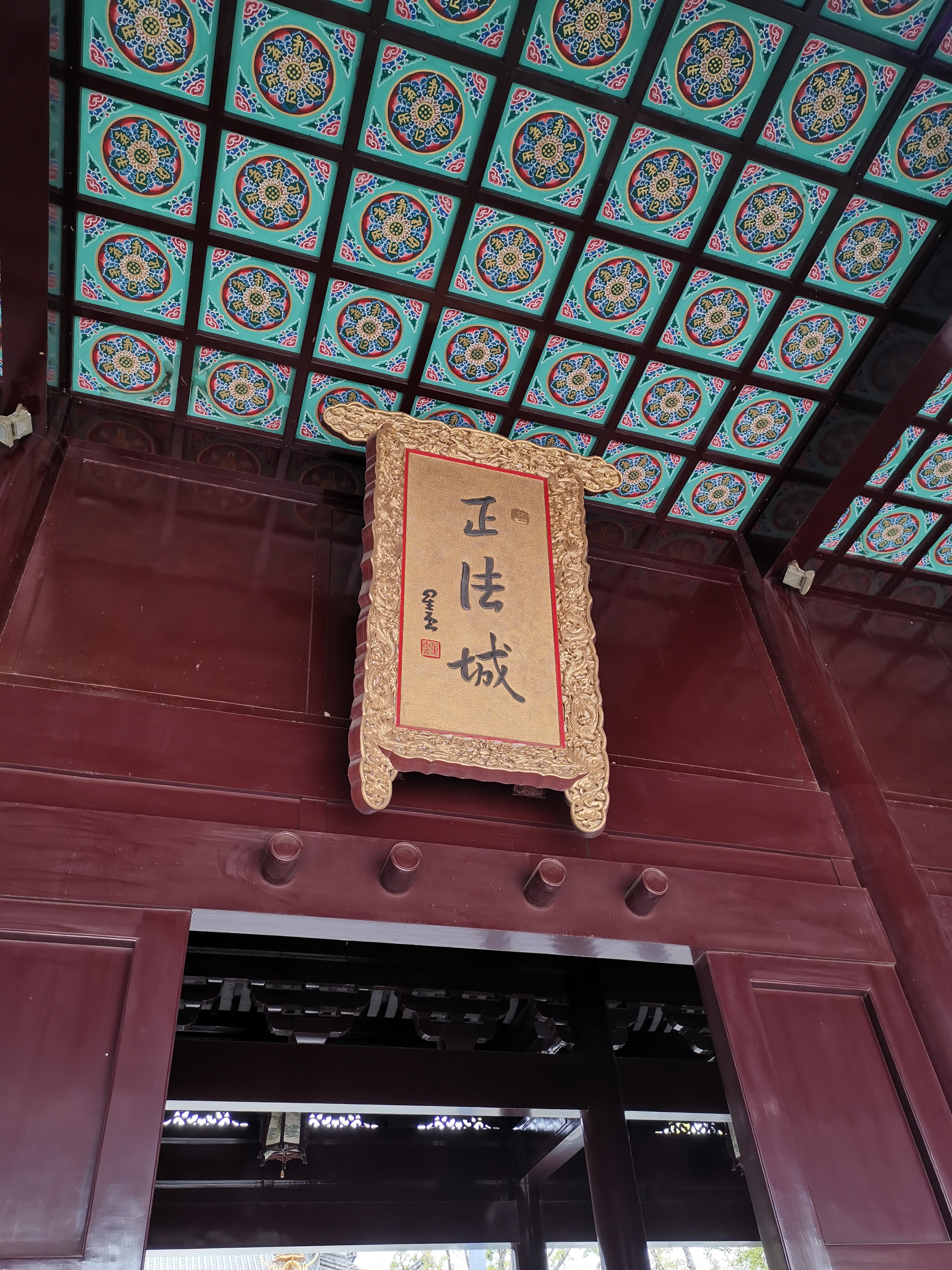
江苏省苏州重元寺山门殿匾额为星云大师所题

中國大陸官員，如前國台辦主任、海協會會長陳雲林在訪問台灣時，經常前往探訪，與星雲會談。每次来访时星雲也都會開山門，率佛光山僧尼眾夾道迎接。
在兩岸關係和緩，開放探親旅行後，星雲開始至中國大陸進行訪問及弘法。1989年八九民運後，星雲曾開放美國西來寺，讓逃亡至美國的民運人士暫時居住。1990年，前新華社香港分社社長許家屯因同情八九民運受到中国大陆当局調查，許家屯遂逃亡至美國。經陸鏗向星雲請求，星雲同意提供西來寺讓許家屯暫時居住，並聯絡美國官員，請求政治庇護。在此事之後，星雲長時間無法獲得中國大陸入境許可。1994年，經中國佛教協會會長趙樸初擔保，星雲至中國大陸活動，不會進行政治活動，中國大陸重新核發入境許可給釋星雲。2000年之後，星雲頻繁進入中國大陸弘法，與中国大陆官方恢復接觸。2006年，在江澤民接見釋星雲之後，星雲重新成為中國大陸官方重要的賓客之一。
2009年3月31日，星雲在江蘇無錫世界佛教論壇中發表「台灣沒有台灣人，台灣哪個不是中國人」，消息傳回台灣立刻引發負面批評。此外受波及的還有第十四世达赖喇嘛，星雲在受訪講出「希望達賴喇嘛面對一個中國，不要忘記自己是中國人，如此則相信中國也能接受他」。
星云圓寂后，国台办主任宋涛、海協會會長張志軍皆发唁函悼念釋星雲圆寂。国台办高度评价他“始终持守民族大义，坚定支持统一，坚决反对台独，积极推动两岸交流，力促同胞心灵契合，贡献卓著，深受两岸同胞敬重”。由国台办、国家宗教局、中国佛教协会及江苏省等組織組成的弔唁團準備於2月11日前往台灣弔唁釋星雲，但準備出發的人中有人未能獲准入境台灣。最終中國大陸弔唁團取消赴台弔唁行程，並於2月12日改赴佛光山祖庭江苏宜兴大觉寺吊唁釋星雲。

## 榮譽

### 獎項
- 1980年，獲臺北市話劇學會頒贈劇運貢獻獎。
- 1982年，獲華夏參等獎章。
- 1986年，獲中華民國二等卿雲勳章。
- 1986年，獲中國國民黨頒與「功在黨國」匾額乙面。
- 1995年，獲印度佛宝奖
- 1997年，獲中華民國內政及外交雙料壹等獎章。
- 1996年，慶祝開山三十週年，李登輝總統致贈「傳燈萬方」匾額道賀。
- 1998年，72歲壽辰，連戰副總統致贈「吾黨之光」壽匾祝賀。
- 2000年，獲国家公益奖
- 2000年，獲泰国佛教最佳贡献奖
- 2002年，獲十大杰出教育事业家奖
- 2005年，獲總統文化獎—菩提獎
- 2006年，獲香港鳳凰衛視頒贈「安定身心獎」
- 2006年，獲世界华文作家协会颁终身成就奖
- 2006年，獲世界華文作家協會頒予「終身成就獎」暨「永久榮譽會長」
- 2006年，獲美國共和黨亞裔總部代表布希總統頒贈「傑出成就獎」
- 2007年，獲西澳Bayswater市政府頒贈「貢獻獎」
- 2010年，獲得首屆「中華文化人物」終身成就獎
- 2013年3月30日，獲鳳凰衛視聯合兩岸三地的十餘家華文媒體共同主辦的「世界因你而美麗——影響世界華人盛典2012-2013」─「影響世界華人終身成就獎」
- 2023年2月13日，獲時任中華民國總統蔡英文追頒褒揚令。

### 榮譽市民
- 1986年，獲贈高雄市榮譽市民及市鑰。
- 1988年，獲美國洛杉磯阿罕布拉市頒發榮譽市民證書及市鑰。
- 2009年，獲贈宜蘭縣榮譽縣民。序號第六卻為宜蘭首次頒給出家人。

### 榮譽學位
- 1978年，获颁美国东方大学（USA Oriental University）荣誉哲学博士学位。
- 2008年6月13日，獲國立中山大學頒授名譽文學博士學位。
- 2010年3月11日，獲香港大學頒授名譽社會科學博士。
- 2013年1月21日，獲澳门大学人文学荣誉博士學位。
- 2013年10月30日，獲國立中正大學頒授名譽博士學位。
- 2017年5月16日，獲香港中文大學校長沈祖堯飛往台灣親自頒授榮譽社會科學博士學位。
  - 1978年起先後獲世界各大學頒贈榮譽博士學位，有美國東方大學、西來大學、泰國摩訶朱拉隆功大學、智利聖多瑪斯大學、韓國東國大學、泰國瑪古德大學、澳洲葛雷菲斯大學、台北輔仁大學、美國惠提爾大學、高雄中山大學、香港大學、韓國金剛大學、澳門大學、嘉義中正大學及韓國威德大學等。近年來，並獲中國大陸各大學頒予名譽教授，如南京大學、北京大學、廈門大學、南昌大學、揚州大學、山東大學、武漢大學、人民大學、同濟大學、湖南大學、上海師範大學、浙江大學及上海交通大學等等。

## 作品

### 書籍
經過釋星雲編著的作品繁多，許多著作都被翻譯成多國語言，如：英語、日語、韓語、泰語、葡萄牙語、西班牙語、德語、法語、瑞典語、俄語、烏克蘭語、錫蘭語、尼泊爾語、印度語、坦米爾語、梵語、孟加拉語、印尼語、越南語等。
以下只列舉中文著作。
- 中國佛教禪修入門，1999/04/01，智慧出版社
- 慈悲的智慧 筆記書，1999/05/01，佛光文化
- 往事百語，1999/08/30，佛光山宗務委員會
- 生活禪心 筆記書，1999/09/01，佛光文化
- 佛光教科書十二冊，1999/10/01 ，佛光文化
- 多少自在(大師墨寶)書法桌曆，2000/01，香海文化
- 多少自在(1)筆記書，2000/01 ，香海文化
- 多少自在(2)筆記書，2000/01 ，香海文化
- 天光雲影(插圖：高僧漫畫)筆記書，2000/02/01，香海文化
- 佛光菜根譚(二)，2000/06/01，香海文化
- 佛光祈願文，2000/09/01，香海文化
- 六祖壇經講話，2000/09/01，香海文化
- 改變一生的一句話(四)，2001/01/25，圓神出版社
- 佛光菜根譚4冊套書，2007/02 ，香海文化
- 迷悟之間(一)，2001/03/01，香海文化
- 迷悟之間(二)，2001/07/01，香海文化
- 迷悟之間(三)，2002/02/01，香海文化
- 迷悟之間(四)，2002/08/10，香海文化
- 迷悟之間(五) — 散播快樂，2002/12/20，香海文化
- 迷悟之間(六) — 赤子之心，2003/07/01，香海文化
- 迷悟之間（全套12冊）]，2010/04，中華書局
- 生命的點金石]，2003/11/15，香海文化
- 星雲大師談讀書，2002/06/01，天下文化
- 星雲大師談處世，2002/06/01，天下文化
- 星雲大師談幸福，2003/12/10，天下文化
- 星雲大師談智慧，2003/12/10，天下文化
- 佛光菜根譚(三)，2004/04/01，香海文化
- 佛光菜根譚(四)，2004/08/20，香海文化
- 《迷悟之間典藏版》12冊套書，2004/09/01，香海文化
- 迷悟之間(電子版.PDA)，2004/09/01，香海文化
- 迷悟之間(電子版)，2004/09/01，香海文化
- 與大師心靈對話，2004/08/30，圓神出版社
- 佛光菜根譚筆記書，2004/09/01，?
- 佛光教科書(電子版)用世，2005/8/ ，佛光山文教基金會
- 迷悟之間12冊(簡體版)文選，2005/12/，?
- 《佛光菜根譚珍藏版(套書)》文選，2007/3/1，香海文化
- 《人間佛教的戒定慧》人間論叢，2007/9/1，香海文化
- 《六祖壇經講話(簡體)》經典，2007/12/1，香海文化
- 《合掌人生》文選，2008/12，講義堂
- 《點亮心燈的善緣(簡體)》文選，2009/1，上海人民出版社
- 《禪師的米粒(簡體]》文選，2009/1，上海人民出版社
- 《定不在境(簡體)》文選，2009/1，上海人民出版社
- 《當大亨遇上大師：星雲大師改變生命的8堂課》 	對話，2009/1/13，麥田出版社
- 《人間萬事》(套書十二冊)文選 ，2009/3，香海文化
- 《成就的秘訣：金剛經》，2010/11，台北市：有鹿文化[5]
- 《百年佛緣》(套書十二冊)傳記，2013年3月出版，佛光山宗委會
- 《世界佛教美術圖說大辭典》(套書二十冊)佛教藝術百科，2013年4月出版，佛光山宗委會
- 《獻給旅行者們365日》星雲大師 總監修；蔡孟樺 主編，2014年8月出版，佛光出版社
- 《貧僧有話要說》星雲大師 口述；妙廣法師等紀錄，2015年6月出版，福報文化
- 《人間佛教 佛陀本懷》星雲大師 口述；妙廣法師等紀錄，2016年5月出版，佛光山宗委會
- 365冊《星雲大師全集》星雲大師；2017年5月出版，佛光出版社
- 《佛法真義》星雲大師；佛光山法堂書記室妙廣法師等紀錄，2018年9月出版，佛光文化
- 《我不是「呷教」的和尚》星雲大師；佛光山法堂書記室妙廣法師等紀錄，2019年3月出版，遠見天下文化
- 108冊《星雲大師全集》簡體版 星雲大師；2019年6月出版，新星出版社
- 395冊《星雲大師全集》增訂版 星雲大師；2022年8月出版，佛光出版社。

新文選
- 2016

結緣/結怨
- 2015

慈悲思路兩岸出路 天下文化/人間福報出版，ISBN9789863208488
- 1999/03/15 	修剪生命的荒蕪 	文選 	時報文化
- 1999/03/01 	星雲大師解禪 	文選 	台視文化
- 1999/03/01 	星雲大師說禪 	文選 	台視文化
- 1998/10/01 	生命的田園(1999年) 	日曆書 	暢通文化
- 1998/09/10 	星雲大師慧心法語 	文選 	九歌文化
- 1998/08/01 	禪詩偈語 	文選 	台視文化
- 1998/08/01 	佛光菜根譚(三) 	文選 	平安文化
- 1998/07/20 	佛光菜根譚(二) 	文選 	香海文化
- 1998/07/20 	佛光菜根譚(一) 	文選 	佛光文化
- 1998/04/01 	星雲大師佛學精選 	文選 	明河社(香港)
- 1998/03/01 	金剛經講話 	        經典 	香海文化
- 1998/03/01 	金剛經講話 	        經典 	佛光文化
- 1997/12/01 	佛教叢書(1-10冊) 	用世 	佛光山宗務委員會
- 1997/11/01 	八識講話 	        用世 	佛光山宗務委員會
- 1997/08/01 	感動的世界 	        筆記書 	佛光文化
- 1997/08/01 	一池落花兩樣情 	        文選 	時報文化
- 1997/08/01 	星雲日記(21-44冊) 	文選 	佛光文化
- 1997/05/01 	佛光世界1─國際佛光會總會長的話 	文選 	佛光文化
- 1997/04/01 	佛光學 	                用世 	佛光山宗務委員會
- 1997/02/01 	八大人覺經十講 	        經典 	佛教青年協會印送
- 1996/11/01 	禪話禪畫 	        文選 	佛光文化
- 1996/08/01 	星雲大師法語菁華 	文選 	聯經出版
- 1995/11/01 	佛教叢書(十類)  	用世 	佛光文化
- 1995/11/01 	星雲百語～老二哲學 	文選 	佛光文化
- 1996/12/30 	星雲禪語 (1-4輯) 	文選 	聯經出版
- 1995/02/01 	星雲大師談人生 	        文選 	皇冠文學
- 1995/01/01 	傳燈 星雲大師傳 	傳記 	天下文化
- 1994/09/01 	星雲百語～皆大歡喜 	文選 	佛光文化
- 1994/08/01 	佛光緣‧人間佛教 	文選 	佛光文化
- 1994/07/01 	歡喜人間 －星雲日記精華本 (上 下冊) 	文選 	天下文化
- 1994/06/01 	星雲日記 (1-20) 	文選 	佛光文化
- 1994/02/01 	紅塵道場 	        文選 	映象文化
- 1993/10/01 	雲水隨緣 	        文選 	皇冠文學
- 1993/10/01 	剎那不離             	文選 	皇冠文學
- 1993/10/01 	星雲大師講演集－琉璃系列（10冊）文選 	希代書版公司
- 1993/10/01 	提起放下 	        文選 	皇冠文學
- 1993/10/01 	真心不昧          	文選 	皇冠文學
- 1993/09/01 	星雲百語~心甘情願 	文選 	佛光文化
- 1993/05/01 	星雲法語 (1-2冊) 	文選 	佛光文化
- 1992/12/01 	星雲禪話(1-2集) 	文選 	吳修齊印贈
- 1992/11/01 	話緣錄 第二集 	        文選 	巨龍文化
- 1992/11/01 	星雲百語﹝選錄﹞ 	文選 	佛光山宗務委員會
- 1992/08/01 	星雲說偈(1-2集) 	文選 	佛光文化
- 1992/03/27 	星雲大師開示語 (1-2輯) 文選 	圓神出版社
- 1992/04/01 	星雲大師講演集(1-4集) 	文選 	佛光文化
- 1991/12/01 	星雲法語 	        文選  	華視文化
- 1991/08/01 	話緣錄 第一集 	        文選    巨龍文化
- 1991/02/01 	星雲大師講演集─禪與人生   文選 	江蘇古籍出版社
- 1990/04/01 	每日一偈 (1-4輯) 	文選 	台視文化
- 1990/02/01 	星雲大師法語集 1 	文選 	佛光文化
- 1989/10/01 	佛光普照 	        文選 	福建莆田廣化寺印
- 1988/04/01 	星雲禪話 第一集 	文選 	台視文化
- 1987/12/01 	佛光山印度朝聖專輯 	文選 	佛光文化
- 1987/08/01 	星雲禪話 (1-4集) 	文選 	佛光文化
- 1984/04/01 	觀世音菩薩普門品講話 	經典 	佛光文化
- 1965/07/01 	覺世論叢 	        文選 	佛光文化
- 1964/04/01 	海天遊蹤─印度朝聖遊記 	文選 	佛光文化
- 1960/07/01 	八大人覺經十講 	        經典 	佛光文化
- 1959/03/01 	十大弟子傳       	史傳 	佛光文化
- 1955/08/01 	釋迦牟尼佛傳 	        史傳 	佛光文化
- 1954/05/ 	玉琳國師傳	        史傳 	佛光文化（後改編成電視劇《再世情緣》）
- 1953/07/01 	無聲息的歌唱     	儀制 	佛光文化
- 怎樣做個佛光人 	                用世 	佛光文化
- 佛教的財富觀 	                文選 	佛教文摘讀者印經會
- 寫給會員大眾的二十封信 	        文選 	佛光文化

### 其它作品
大陆音乐人李庚桐于2005年造访了星云大师后，将星云大师《佛光菜根谭》的部分词句摘录成歌词，并编创成歌曲《每天》，用音乐或歌曲的形式将佛家以及中华文化大爱无私的情感表达出来，其目的是要人们去聆听，去受教。

### 引用
1. 1 2  .   [2013-02-12]. （原始内容存档于2021-03-04）.
2. ↑  王昭月. . 2023-02-06  [2023-02-06]. （原始内容存档于2023-03-23） （中文（臺灣））.
3. ↑  蔡孟妤; 曾以寧. . 中央通訊社. 2023-02-05  [2023-02-05]. （原始内容存档于2023-03-19）.
4. ↑  《慈悲思路兩岸出路》一書代序。
5. 1 2  星雲大師 著. . 台北市: 有鹿文化. 2010年11月. ISBN 978-986-6281-09-9.
6. ↑  星雲大師與當代「人間佛教」 （页面存档备份，存于）,《普門學報》第 35期 / 2006年 9月
7. ↑  [佛光山星雲大師圓寂 享耆壽97歲 ] 请检查|url=值 (帮助). 2023-02-06  [2023-02-15].
8. ↑  王慧瑛、徐白櫻、林巧璉. . 聯合報. 2023-02-05  [2023-02-15]. （原始内容存档于2023-03-16）. 外部链接存在于|title= (帮助)
9. ↑  关文平 (编). .   [2014-12-13]. （原始内容存档于2020-05-01）.
10. ↑  釋星雲著「僧事百講」第三冊：「我的家師叫作『上了下然』，用的是『了』字。那麼依偈語中『了悟心宗』的排序，我用的是『悟』字，所以我叫作『悟徹』；我的法名叫『今覺』，『悟徹』是我的內號。我收的徒弟，他們的內號，例如：心玄、心平、心定、心培，就用『心』字。從這個字號一看就知道，我們是屬於臨濟宗普陀派。」 .   [2021-07-15]. （原始内容存档于2021-07-15）.
11. ↑  .   [2023-02-06]. （原始内容存档于2023-10-06）.
12. ↑  釋果徹. . 中華佛學研究所.   [2021-07-17]. （原始内容存档于2021-07-17）.
13. ↑  金蜀卿. . 人間福報.   [2021-07-17]. （原始内容存档于2021-08-13）.
14. ↑  .   [2021-07-15]. （原始内容存档于2021-07-15）.
15. ↑  陳弘逸; 王昭月. . 聯合新聞網. 2023-02-13  [2023-03-07]. （原始内容存档于2023-03-07） （中文（臺灣））.
16. ↑  . Yahoo News. 2023-02-06  [2023-03-07]. （原始内容存档于2023-04-18） （中文（臺灣））.
17. ↑  學愚.  (PDF). 普門學報. 2007, (40): 14  [2009-09-04]. ISSN 1609-476X. （原始内容存档 (PDF)于2021-01-17）.
18. ↑  星雲大師. . 1993-02-20  [2009-09-04]. （原始内容存档于2009-09-03）.
19. ↑  黃詩茹. .  (碩士论文). 國立政治大學. 2008  [2023-02-07].
20. ↑  釋知泉. . 人間佛教: 151.
21. ↑  . 台灣佛教數位博物館.   [2023-02-07]. （原始内容存档于2021-07-17）.
22. ↑  .   [2021-07-17]. （原始内容存档于2021-07-17）.
23. ↑  . 人間通訊社.   [2023-02-11]. （原始内容存档于2023-02-11）.
24. 1 2  . 佛光山全球資訊網.   [2009-09-04]. （原始内容存档于2008-10-12）.
25. ↑  星雲大師. . 1992-03-14  [2009-09-04]. （原始内容存档于2009-09-05）.
26. ↑  羅智華. . 聯合報. 2009-05-11.[永久]
27. 1 2  參見 中華民國《紀念日及節日實施辦法》第2條第五款，弟3條第六款。
28. ↑  翁翠萍. . 中央通訊社. 2006-12-16  [2006-12-17]. （原始内容存档于2007-03-22）.
29. ↑  . NOWnews. 2010-01-23  [2010-01-23]. （原始内容存档于2010-04-14）.
30. ↑  . 香港大學. 2010-03-11.[永久]
31. ↑  杨冬霞 (编). .   [2016-05-18]. （原始内容存档于2017-01-12）.
32. ↑  . 中國評論通訊社.   [2014-02-20]. （原始内容存档于2020-08-04）.
33. ↑  心約. .   [2014-08-06]. （原始内容存档于2021-01-20）.
34. ↑  方志賢. . 自由時報. 2023-02-05  [2023-02-05]. （原始内容存档于2023-02-05） （中文（臺灣））.
35. ↑  . 總統府. 2023-02-13  [2023-02-14]. （原始内容存档于2023-02-14） （中文（臺灣））.
36. ↑  洪臣宏. . 自由時報. 2023-02-12  [2023-02-12]. （原始内容存档于2023-05-01） （中文（臺灣））.
37. ↑  羅智華、許貞慧、李生鳳. . 人間福報. 2023-02-14  [2023-02-15]. （原始内容存档于2023-02-15）.
38. ↑  參考資料：滿義法師著《星雲模式的人間佛教》。
39. ↑  張智田; 連哲浩. . 人間電視. 2009-04-01  [2009-04-29]. （原始内容存档于2020-08-09）.
40. ↑  . 新華網.   [2009-05-12]. （原始内容存档于2009-05-18）.
41. ↑  高堂堯. . 聯合報. 2009-05-11  [2009-05-13]. （原始内容存档于2009-05-15）.
42. ↑  楊惠南.  (PDF). 東方宗教研究. 1990, (1): 334  [2009-09-04]. ISSN 1609-476X. （原始内容存档于2020-08-09）.
43. ↑  . 蘋果日報. 2006-11-28  [2009-09-04]. （原始内容存档于2019-06-14）. 1967年創建佛光山，宣揚人間佛法，至今在世界各地創建200多所佛寺，門下來自世界各地的僧侶及信眾人數以百萬計。為全方位宣揚佛法，釋星雲開設了圖書館、出版社、學校、電台及電視台
44. ↑  . 獨立媒體（twimi.net）. 2011-12-27  [2013-05-14]. （原始内容存档于2021-01-20）. 民進黨主席暨總統候選人蔡英文今（12/27）日中午前往佛光山參加佛陀紀念館落成大典，現場除高雄市長陳菊及高雄市副議長蔡昌達、高雄區各立委候選人等黨公職陪同外，來自各全球各地的諸山長老與虔誠信徒也到場共襄盛舉，會後眾人一同吟唱禮佛、皈依佛陀歌，共同祈福。蔡英文致詞時表示……佛光山除了深入各國、五大洲宣揚教義，更讓佛法打破各國種族、過界文化等有形、無形藩籬……今天佛光山成立佛陀紀念館，利用新的媒介和各種新的科技弘揚佛法，是宗教界一大創舉。她期待，未來佛光山繼續擔負更多社會教育工作，扮演一股向善、提升的力量。
45. ↑  . 《台灣英文新聞》. 2011-11-28  [2013-05-14]. （原始内容存档于2016-03-05）. 蔡英文致詞時，推崇佛光山長期從事文化教育、監獄教化、慈善福利、醫療照護等工作
46. ↑  星雲大師. . 1992-09-04  [2009-09-04]. （原始内容存档于2013-05-14）.
47. ↑  紀碩鳴. . 超訊. 2019-03-28.
48. ↑  紀碩鳴. . 超訊. 2018-02-21.
49. ↑  紀碩鳴. . 亞洲週刊. 2008-01-30  [2021-06-23]. （原始内容存档于2019-05-20）.
50. ↑  . 今日新聞. 2006-08-24  [2023-02-07].
51. ↑  . 民視新聞. 2011-12-26  [2011-12-29]. （原始内容存档于2012-07-13）.
52. ↑  . 星洲日報. 2011-12-26  [2012-06-10]. （原始内容存档于2019-05-22）.
53. ↑  . 蘋果日報. 2011-12-28  [2014-04-22]. （原始内容存档于2016-03-04）.
54. ↑  . 自由電子報. 2012-05-15  [2023-02-07].
55. ↑  . 台灣英文新聞. 2012-05-14  [2012-05-15]. （原始内容存档于2016-03-05）.
56. ↑  . 公共電視. 2010-11-12.
57. ↑  . 聯合新聞網. 中央社. 2012-05-15  [2023-02-07]. （原始内容存档于2012-05-18）.
58. ↑  . 民視新聞網. 2012-05-15  [2023-02-07].
59. ↑  . 中廣新聞網. 2012-05-15  [2023-02-07]. （原始内容存档于2020-05-01）.
60. ↑  . 蘋果日報. 2012-05-15.
61. ↑  . 三立新聞網. 2014-04-06  [2014-07-07]. （原始内容存档于2014-06-18）.
62. ↑  . 三立新聞. 2014-04-26  [2014-04-26]. （原始内容存档于2014-09-04） （中文（臺灣））.
63. ↑  . 三立新聞. 2014-05-07  [2014-07-07]. （原始内容存档于2014-10-08） （中文（臺灣））.
64. ↑  .   [2015-11-11]. （原始内容存档于2020-05-01）.
65. ↑  . 中国新闻网. 2011-02-25  [2014-07-27]. （原始内容存档于2020-05-01）.
66. ↑  . 2009-03-31  [2009-09-02]. （原始内容存档于2020-05-01）.
67. ↑  . 自由時報. 2009-03-31  [2011-12-27]. （原始内容存档于2013-03-29）.
68. ↑  .   [2023-02-13]. （原始内容存档于2023-02-13）.
69. ↑  . 国务院台湾事物办公室. 2023-02-08  [2023-02-08]. （原始内容存档于2023-04-22）.
70. ↑  .   [2023-02-13]. （原始内容存档于2023-04-18）.
71. ↑  .   [2023-02-13]. （原始内容存档于2023-03-19）.
72. ↑  李彤 (编). . 2018-04-17. （原始内容存档于2019-06-14）.

## 外部連結
- 星雲大師專網 （页面存档备份，存于）（繁體中文）
- 星雲大師 - 佛光山 （页面存档备份，存于）（繁體中文）（英文）
- 星雲大師的Facebook專頁
- 星雲大師的Instagram帳戶
- 星雲大師的新浪微博

| 佛教頭銜 | 佛教頭銜                               | 佛教頭銜        |
| -------- | -------------------------------------- | --------------- |
| 新頭銜   | 佛光山第一、二、三任住持 1967年—1985年 | 繼任： 心平和尚 |